# ビツン
ビツン（ビトゥン）（インドネシア語: Kota Bitung）とは、インドネシア北スラウェシ州のスラウェシ島北部にある海に近い都市である。

## 概要
水産、ココナツ産業が盛んな町で、2023年7月現在、インドネシアに20地域ある経済特区の一つに指定されている。

## 地理
タンココ・バトゥアングス自然保護区まで約1時間のところにある。

### 人口
2012年時点で人口は19万3956人だった。